# Fikcja interaktywna
Fikcja interaktywna (z ang. Interactive fiction, w skrócie IF) – rodzaj programów komputerowych, w których użytkownik posługuje się tekstem do komunikacji z programem i do wydawania poleceń fikcyjnej postaci, usytuowanej w wirtualnym świecie gry. Komendy są często bardzo uproszczone i przyjmują postać pary słów (np. „weź słoik”) lub prostego zdania (np. „otwórz drzwi kluczem”). Programy tego typu można postrzegać dwojako: jako gry bądź jako rodzaj dzieł literackich.
Gatunek wywodzi się z tekstowych gier przygodowych, posiada z nimi wiele cech wspólnych, jednak obecne programy tego typu często rezygnują całkiem z grafiki i dźwięku, na rzecz rozbudowanej narracji, bądź skomplikowanych zagadek. Nazwy interactive fiction używa się zazwyczaj, by odróżnić gatunek od pierwotnych gier tekstowych, które często umożliwiały tylko bardzo szczątkową komunikację użytkownika z programem, służy również utożsamianiu gatunku z konkretną społecznością internetową.
IF można obecnie stosunkowo łatwo tworzyć przy pomocy wyspecjalizowanych języków programowania, na przykład Inform i TADS.
Istnieje i jest stopniowo rozwijana biblioteka inform-pl, współpracująca z językiem/kompilatorem Inform. Biblioteka ta umożliwia tworzenie pełnowartościowych gier IF, które komunikują się z graczem w języku polskim.
Od 1995 roku odbywa się coroczny konkurs krótkich form interactive fiction.